# Квир-богословие

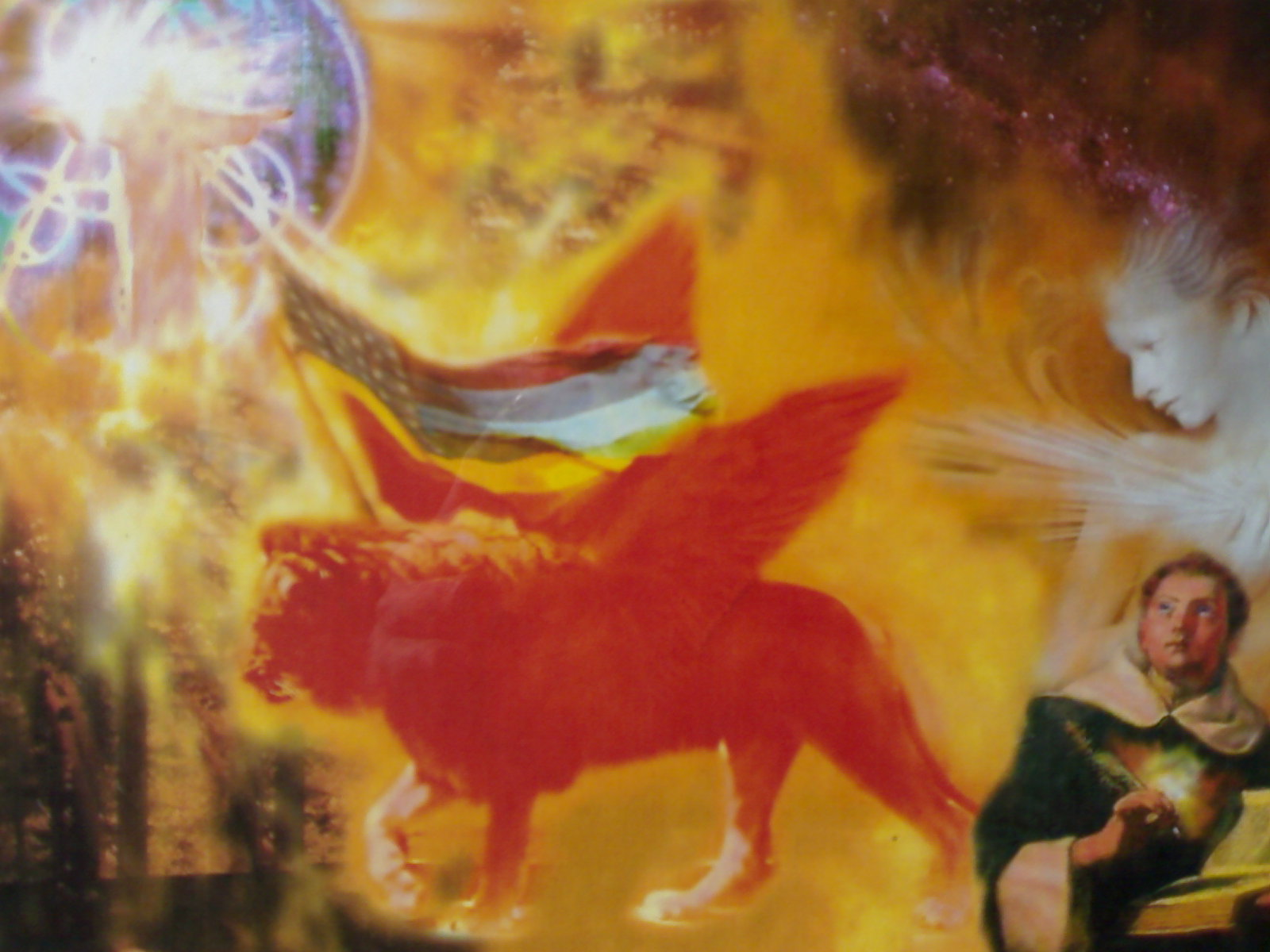
Розовый крылатый лев с радужным флагом — один из символов квир-богословия

Квир-богословие или квир-теология (англ. queer theology) — богословское движение, рассматривающее теологию с точки зрения квир-сообщества (ЛГБТ — геев, лесбиянок, бисексуалов, трансгендеров и др.). Квир-теология как метод развилась из квир-теории, и была основана на работах Марселлы Альтаус-Рид, Мишеля Фуко, Гейл Рубин, Ив Кософски Седжвик и Джудит Батлер. Квир-богословие начинается с утверждения, что гендерная неконформность и квир-желания всегда присутствовали на протяжении истории человечества, включая религии и их священные тексты. Когда-то она была разделена на две отдельные теологии; теологию геев и лесбийскую теологию, однако позже они объединились под более всеобъемлющим названием квир-богословия.
Методы прочтения и интерпретации библейских текстов, осуждающих гомосексуальное поведение, представителями квир-богословия могут осуществляться в рамках идеологического критицизма и являться маргинальными.

## Самоопределение
Само слово «квир» в рамках квир-теории имеет три значения: 1) зонтичный термин, 2) трансгрессивное действие, 3) стирание границ. Популяризация этого термина как в обществе, так и в академической среде, привела к созданию таких программ, как Центр ЛГБТК и гендерных исследований в религии, программа, созданная в 1996 году в Тихоокеанской школе религии. Основываясь на этих трёх значениях квир-богословия, квир-богословие можно понимать как:
1. Богословие, проводимое ЛГБТКИА (лесбиянками, геями, бисексуалами, трансгендерами, квирами, интерсекс и асексуалами), совместно с ними и для них, с акцентом на их конкретные потребности, заявленные членами данного сообщества.
2. Богословие, которое целенаправленно выступает против незыблемости социальных и культурных норм в отношении пола и сексуальности. Оно стремится придать ценность маргинализированным голосам, опыту и взглядам.
3. Теология, которая бросает вызов и разрушает вредные и исторически навязанные границы, особенно в отношении сексуальной и гендерной идентичности.

Квир-богословие определяет себя как теология, в рамках которой люди с гомосексуальным поведением не рассматриваются в качестве грешников. Это направление богословия родственно теологии освобождения и использует аналогичную методологию. Как и теологи освобождения, квир-богословы считают, что Библия провозглашает освобождение не только в духовном, но и в социальном смысле: от гнёта общественной стигматизации и дискриминации.
Либеральные христиане включают гомосексуалов в число дискриминируемых обществом групп. К примеру, Десмонд Туту, бывший англиканский архиепископ Кейптауна и лауреат Нобелевской премии мира, охарактеризовал гомофобию как «преступление против человечества» и «ничуть не меньшую несправедливость», чем апартеид. В частности, он говорит:
Мы боролись против апартеида в Южной Африке, поддерживаемые людьми всего мира, потому что чернокожие считались существами порицаемыми и созданными для страданий за нечто, с чем мы ничего не могли поделать: такова наша природная кожа. То же самое происходит с сексуальной ориентацией. Это нечто данное… Мы относимся к ним [геям и лесбиянкам] как к париям и выталкиваем их из наших сообществ. Мы заставляем их сомневаться в том, что они тоже дети Бога, и это необходимо рассматривать близко к крайнему богохульству. Мы обвиняем их за то, что они таковы, каковы есть.
Однако, в отличие от классической теологии освобождения, в которой «правильность» гетеросексуальности никогда не ставилась под сомнение и гендерные вопросы практически не затрагивались, квир-теология идёт дальше и представляет собой теологическую борьбу нового субъекта, выпадающего за рамки классической теологии освобождения, а именно квир-субъекта. Американский теолог Роберт Госс (англ. Robert Goss), чей выпущенный в 1993 году труд «Jesus ACTED UP!» считается одним из первых трудов по квир-теологии, считает квир-теологию критическим развитием классической теологии освобождения.
Не все квир-теологи усматривают возникновение квир-богословия из латиноамериканской теологии освобождения. Так, теолог Марселла Альтхаус-Рид предлагает заменить термин освобождения через концепцию трансгрессии, предложенную французским философом Жоржем Батаем.

## История
Пионером квир-богословия можно считать Деррика Шервина Бейли (Derrick Sherwin Bailey), каноника собора Уэллса, в 1955 году издавшего книгу «Гомосексуальность и западная христианская традиция»1, в которой впервые был оспорен традиционный христианский взгляд на греховность гомосексуализма. Бейли оспаривал сложившееся понимание содомского
греха как гомосексуального поведения, доказав, что данная трактовка появилась только во времена Юстиниана Великого в его кодексе. Также впервые была поднята тема взаимоотношений Давида и Ионафана как имеющих гомоэротичный характер. Последующие квир-богословы во многом опирались на труды Бейли и продолжили изучение поднятых им
вопросов.
В Америке у истоков квир-богословия стояла фигура священника Католической Церкви, иезуита, профессора христианской этики Джона Дж. Макнилла (John J. McNeill). В 1976 году им была издана книга «Церковь и гомосексуалист». Сам Макнилл был открытым геем, за что в 1987 году был исключён из ордена Иезуитов.
Другим основоположником американского квир-богословия принято считать историка-медиевиста и теолога, профессора Йельского университета Джона Истбёрна Босуэлла (John Eastburn Boswell), который с 1980 года до своей смерти от СПИДа в 1994 году опубликовал 4 книги. Основная из них опубликована в 1980 году под названием: Christianity, Social Tolerance, and Homosexuality.
Квир-теолог Вон Росте (Vaughn Roste) опубликовал в 2002 году статью "Квир-позитивная Библия" (Roste, Vaughn. The Queer-positive Bible. // A Paper Presented at the Diversity Conferences of Alberta, 2002 - С. 17).
Украинский историк Виктор Черноиваненко и другие квир-теологи  видят причину разрушения Содома и Гоморры в следующем: «попытка унижения путём изнасилования, нарушение законов гостеприимства по отношению к чужеземцам, <...> угнетение обездоленных и ведение нечестных судов». (Черноиваненко В. «Превыше любви женской»: гомоэротические мотивы и сексуальная мораль в Библии. // Гомосексуальность и христианство в XXI веке: сборник статей разных лет / Сост. В. Созаев. – СПб., 2014 – С.
40). Такой же точки зрения придерживается и Майкл Карден (Michael Carden. Compulsory Heterosexuality in Biblical Narratives and their Interpretations: Reading
Homophobia and Rape in Sodom and Gibeah. // Australian Religion Studies Review. – 1999 Volume 12, Number 1. С. 55).

## Задачи, методы, известные современные представители квир-богословия в России и в Восточной Европе
Пионером в этом направлении является американский историк и теолог Джон Босуэлл. В понимании Босуэлла квир-теология является областью приложения общих квир-исследований.
С 20 по 24 мая 2009 года в живописном местечке Ярвенпяа (Järvenpää), на берегу озера, недалеко от столицы Финляндии, проходило значимое для христианского ЛГБТ-мира событие – 27-й Европейский Форум ЛГБТ христиан «Мужество следования закону любви». В их составе были русскоязычные представители из стран бывшего Советского Союза – России, Молдовы, Армении и Латвии.
В рамках международной организации — "Европейского форума ЛГБТ-христианских групп", существующего с 2010 года, осваивается грантовая научная деятельность в области квир-богословия.
Европейский Форум ЛГБТ-христианских групп — это экуменическая ассоциация, которая объединяет более 40 ЛГБТ-христианских групп из более чем 20 европейских стран и работает для достижения равенства, и включения ЛГБТ-людей в жизнь церквей. 
Из российских ЛГБТ-организаций, членами Форума с 2012 года являются сообщества "Свет миру" и "Nuntiare et Recreare". 
Так, активную деятельность проявлял председатель сообщества "Европейский Форум ЛГБТ-христианских групп" — доктор Михаэль Бринкшрёдер, католический богослов и социолог, родившийся в 1967 г. В 1991 г. основал группу по изучению богословия гомосексуальности и стал редактором журнала “Werkstatt Schwule Theologie”. В 2002 г. в Мюнхене стал одним из основателей Католического общества помощи квир-людям. В 2011 основал Комитет ЛГБТ-католиков.
Благодаря его финансированию, местом проведения 3-го Международного Форума ЛГБТ-христиан Восточной Европы и Центральной Азии под названием «Достучаться до небес» в 2010 году стал Киев.
IV Международный Форум ЛГБТ-христиан Восточной Европы и Центральной Азии прошёл 16-18 сентября 2011 года в Санкт-Петербурге и собрал представителей из 11 стран. В Санкт-Петербурге в качестве его организатора стал известен публицист и культуролог Валерий Валерьевич Созаев, 1979 года рождения, являющийся координатором общественного движения ЛГБТ-Служение «Nuntiare et Recreare».
Местом проведения V форума ЛГБТ-христиан Восточной Европы и Центральной Азии в 2012 году стала Москва.
5–18 августа 2013 года в Киеве состоялся VI форум ЛГБТ-христиан Восточной Европы и Центральной Азии. Его организатор, киевский гей-активист и хореограф Хома Борис Владимирович был основателем ЛГБТ-христианской группы "Квир кредо" (зарегистрирована 28 февраля 2013 года в Киеве, как общественная организация), принимал активное участие в работе Форума ЛГБТ христиан Восточной Европы с 2010 по 2014 годы, являлся иподиаконом у неканонического епископа Владимира Вильде из Киева, отколовшегося от Украинской апостольской православной церкви. Скоропостижно умер в 2024 году.
32-ю конференцию Европейского Форума ЛГБТ христианских групп провели в Таллинне (Эстония) с 22 по 23 мая 2014 г., с участием представителей России.
11–14 сентября 2014 года в Самаре проходил VII-ой форум ЛГБТ-Христиан Восточной Европы и Центральной Азии. По итогам данного форума, а также нескольких предыдущих форумов ЛГБТ-христиан, издана книга: "Гомосексуальность и христианство в XXI веке (составитель – Валерий Созаев). СПб., ЛГБТ–Служение Nuntiare et Recreare, 2014". Благодаря усилиям Созаева, аннотация данной книги опубликована на ведущем российском богословском портале.
Высоку оценку данной книге дала ЛГБТ-активистка, верджер (служительница) Шотландской епископальной церкви Марина Путренко, уроженка Москвы.
В США получил известность в качестве представителя квир-теологии преподаватель Техасского христианского университета (Fort Worth, TX), гей-пастор Брайс Рич (Bryce E. Rich), занимавшийся в 1994–1999 годах миссионерской деятельностью в России.

## Современное квир-богословское общественное движение в Восточной Европе
В настоящее время имеют известность Джим Малкехи (Бостон, США), иеродиакон Апостольской православной церкви Николай (Валентин Тишко) из Киева, ЛГБТ-беженец из России Михаил Черняк (Варшава), Ольга Марк (Эстония), Йохан Слятис (Хельсинки), Ольга Герасименко (Эстония), а также проректор Киевской духовной академии Бурега, Владимир Викторович (Киев) — автор уникального исследования (Bureha, Volodymyr (2016), "Attitudes to Homosexuality in Christianity", in: Cherniak, Misha / Gerassimenko, Olga / Brinkschröder, Michael (Hg.), For I Am Wonderfully Made. Texts on Eastern Orthodoxy and LGBT Inclusion, European Forum of LGBT Christian groups. S. 146-166).
Также Буреге принадлежат статьи:
- Отношение к проблеме гомосексуализма в современном западном христианстве // Prace Komisji Kultury Słowian Polskiej Akademii Umiejętności. Rocznik I. Chrześcijaństwo a współczesne koncepcje człowieka / Pod redakcją Hanny Kowalskiej-Stus. Krakow, 2013. S. 201-220; доклад прочитан автором 4 июля 2012 года в Кракове в здании Польской академии наук на конференции «Христианство и современные концепции человека».
- Отношение к проблеме гомосексуализма в западном христианстве // Гомосексуальность и христианство в XXI веке (составитель – Валерий Созаев). СПб., ЛГБТ–Служение Nuntiare et Recreare, 2014. С. 118-142.
Они вместе 13–16 августа 2015 года провели 8-й форум ЛГБТ-христиан Восточной Европы и Центральной Азии в Тарту, а далее, 20-23 августа 2015 года совместно провели богословскую конференцию, и серию семинаров под названием "Orthodox Theological Reflections on LGBT People", в рамках 33-го собрания членов "Европейского форума ЛГБТ-христианских групп", состоявшегося в Финляндии. Организаторами мероприятий являлись также гей-пастор Хейно Нурк (Ассоциация Геи Христиан, Таллинн, Эстония) и лесби-активистка Тарья Пиикко (Лахти, Финляндия).
По итогам форума, один из активистов квир-христианского движения Юрий Максимов из Москвы издал книгу: На пути принятия. Христианство и квир-сообщество (Москва, 2015). Из русскоязычных участников, авторами стали Дмитрий Булашов, пастор и богослов, и Джим Малкехи, православный священник.
Проблемы квир-теологии поднимались также на состоявшейся в Хельсинки (Финляндия) международной богословской конференции «Христианская антропология и брак». Форум проходил с 26 по 29 февраля 2016 года. В качестве эксперта на конференцию был приглашен доцент Киевской духовной академии Бортник Сергей Михайлович (1976 года рождения, уроженец Сум). 
Киевский ученый выступил с докладом по теме «Проблематика гендера в контексте христианской антропологии». Тематика гендера, как заметил в своем выступлении Бортник, существенно расширяет проблематику дискуссии, отводя ее от узкой сосредоточенности на вопросы половых отношений и дискуссий вокруг однополых браков, к проблемам гендерного равенства и прав ЛГБТ-сообщества в целом.
Варшавский активист Миша Черняк и швейцарская женщина-священник Ирен Швин (Irene Schwyn, Bahnhofstrasse 6, 6318 Walchwil, Switzerland) в 2014-2016 годах провели серию семинаров по лидерству среди ЛГБТ-христианских организаций Восточной Европы.
С 4 по 8 мая 2016 года в Гетеборге (Швеция) прошла 34-я конференция Европейского Форума ЛГБТ-христианских групп, собравшая более 150 участников и участниц со всей Европы. Новым казначеем Форума стал Матис Михельманис из Латвии (группа «Gaismas Stars»), координатором по коммуникации был избран Квентин Дезеттер из Франции (группа «Давид и Ионафан»), со-президентом была избрана Элейн Соммерс (Великобритания), а новым координатором по Восточной Европе стала координатор ЛГБТ-служения Nuntiare et Recreare Татьяна Лехаткова.
Похожий конгресс состоялся также в 2017 году в Литве. Речь идет о семинаре-тренинге, посвящённом религиозной травме и внутренней ЛГБТ-фобии, который проходил в Вильнюсе с 10 по 13 августа 2017 г. Среди участниц, активно выступали москвичка, кандидат исторических наук Белякова Надежда Алексеевна, 1980 года рождения (феминистка, соавтор книги "Женщина в православии" 2011 года, в 2022 году стала участницей движения "Феминистское антивоенное сопротивление" и переехала в Германию), и бывшая жительница Минска — публицистка и богослов Василевич Наталья Степановна, 1982 года рождения (с 2013 года постоянно проживает в Вильнюсе, проводит оппозиционную деятельность против режима Лукашенко). Последняя написала следующие статьи по квир-теологии:
- Святой и великий собор Православной церкви и ЛГБТКИ- вопросы, «Ибо я дивно устроен» Сборник текстов о Православии и инклюзии ЛГБТ-людей (под ред. Черняка, Герасименко, Бринкшрёдера), 2018. С. 352-356;
- Сексуальная ориентация и гендерная идентичность в «Основах социальной концепции Русской православной церкви», «Ибо я ди вно устроен» Сборник текстов о Православии и инклюзии ЛГБТ-людей (под ред. Черняка, Герасименко, Бринкшрёдера), 2018. С. 73-84;
- The Holy and Great Council of the Orthodox Church and LGBTQI issues. - European Forum of LGBT Christian Groups. Web. 20 July 2016.
В 2020 году в руководство европейского ЛГБТ-форума снова вошли представители стран бывшего СССР; сопредседателем форума стала би-активистка из Санкт-Петербурга Татьяна Лехаткова, заместитель председателя ЛГБТ-служения “Nuntiare et Recreare”, а координатором назначили транс-активиста Марка Кандольского, также из Санкт-Петербурга (Co-Presidents Arno Andreasen and Tatiana Lekhatkova, Coordinator Eastern Europe Mark Kandolsky, Secretary Carol Shepherd, Treasurer Misza Czerniak, Media and Communication Contact Dániel Tóth).
В 2021 году Карен Шаинян выпустил фильм «ЛГБТК и православие: есть ли в церкви место разной любви». В видео журналист попытался понять, есть ли компромисс во взаимоотношениях между церковью и квир-людьми. Героями выпуска стали православный ЛГБТ-активист Миша Черняк, волонтер Ресурсного центра для ЛГБТ и бывший студент теологического факультета Константин Казначеев, экс-лидер движения «Солидарность» Эва Холушко, а также настоятель храма Святой Троицы в Хохлах прот. Алексий Уминский.
В поддержку Уминского, как авторитетного и заслуженного для ЛГБТ-сообщества религиозного деятеля, и квир-богослова, 11 февраля 2024 года провели пикет возле храма Святой Троицы в Хохлах имеющие отношение к квир-богословию две ЛГБТ-активистки: Осадчая Оксана Викторовна (1999 года рождения, выпускница Школы филологии Национального исследовательского университета "Высшая школа экономики" 2020 года) — член ЛГБТ-движения "Мягкая сила", и Лукашенко Любовь Валерьевна (1995 года рождения, выпускница бакалавриата Школы филологии Национального исследовательского университета "Высшая школа экономики" 2017 года) — феминистка, член незарегистрированной партии ЛевСД (Левое социалистическое действие), являлась координатором избирательной кампании кандидата в Мосгордуму, члена ЛевСД Саввы Карпова в 2022 году, теперь — гражданская супруга московского транс-активиста Даны Фридер и участница созданного последним комьюнити-центра.
Девушки взяли плакат с цитатой из заповедей блаженств и пришли к храму, в котором настоятельствовал ранее протоиерей Алексий — храму Троицы в Хохлах. Хотя активистки были у входа на территорию храма, их стали выгонять сотрудники храма. Тогда пикетчицы перешли на другую сторону дороги, но и там у них некто попытался вырвать плакат из рук..
В иудаизме проблемами квир-богословия занимаются израильская блогерша Асиена Тойбер и волонтёр Ресурсного центра для ЛГБТ, трансгендер-артист из Москвы, пользующийся псевдонимами Дана Чмокки и Дана Фридер (Кузин Денис Сергеевич, родился 24 ноября 1975 года, перед сменой пола - работал в ООО "Аспект" в Шипиловском микрорайоне в Москве), а также киевлянин Виктор Черноиваненко - преподаватель Киево-Могилянской академии.
Квир-богословы отрицают использование религиозных аргументов как основания для дискриминации гомосексуалов, а также оправдания таких явлений как сексизм и гетеросексизм, равно как рабства, сегрегации и расизма. С тех же позиций освобождения от дискриминации и стигмы они выступают за полное включение гомосексуалов в церковную жизнь, а также поддерживают движения за их права в обществе .
Стимулом для квир-богословом стал коллективный каминг-аут в январе 2022 года со стороны 125 действующих и бывших католических священников, а также других работников Церкви в Германии, охарактеризованный как "церковная ЛГБТ-революция" .
На Украине до 2020 года имели влияние в квир-богословии журналистка и небинарный квир-активист Локи Джей фон Дорн (1986 года рождения, из Днепра), а также его гражданская жена до 2019 года - культуролог Крис Бриллинг (1986 года рождения, из Днепра, сейчас называет себя Эдвард Риз, биологически женщина, небинарная личность и квир-активист). В настоящее время активизировалась Яна Лыс. . Она является сотрудницей музея, историком. .
В 2020-2021 годах из-за ковида квир-богословские конференции проводились в онлайн-формате.
41-я конференция Европейского Форума ЛГБТ-христианских групп, после снятия ковид-ограничений, состоялась в очном формате 1-9 мая 2022 года в Цюрихе (Швейцария).
Форум ЛГБТ-христиан Восточной Европы и Центральной Азии в очном формате, а одновременно с ним - и 42-я конференция Европейского Форума ЛГБТ-христианских групп проходили в городе Венло, Нидерланды, с 10 по 14 мая 2023 года.